# Gornje Jabukovo
Gornje Jabukovo (cyr. Горње Јабуково) – wieś w Serbii, w okręgu pczyńskim, w gminie Vladičin Han. W 2011 roku liczyła 127 mieszkańców.